# BFA Senior League 2015-16
La BFA Senior League 2015-16 será la edición número 19 de la Liga BFA.

## Formato
En el torneo participarán 8 equipos que jugarán entre sí mediante el sistema todos contra todos: en cuanto hayan totalizado 7 partidos cada uno, al término de las 7 jornadas el campeón y el subcampeón, de cumplir con los requisitos establecidos, podrán participar en el Campeonato de Clubes de la CFU 2017.

## Tabla de posiciones
Actualizado el 12 de octubre de 2016.
| Pos. | Equipo              | PJ | PG | PE | PP | GF | GC | DG  | Pts. | Clasificado a                                 |
| ---- | ------------------- | -- | -- | -- | -- | -- | -- | --- | ---- | --------------------------------------------- |
| 1    | IM Bears FC         | 7  | 5  | 2  | 0  | 29 | 10 | +19 | 17   | Campeón y Campeonato de Clubes de la CFU 2017 |
| 2    | Western Warriors SC | 7  | 4  | 2  | 1  | 27 | 7  | +20 | 14   | Campeonato de Clubes de la CFU 2017           |
| 3    | Super Stars FC      | 7  | 4  | 1  | 2  | 20 | 16 | +4  | 13   |                                               |
| 4    | Dynamos FC          | 7  | 3  | 3  | 1  | 11 | 9  | +2  | 12   |                                               |
| 5    | Future Stars        | 7  | 3  | 1  | 3  | 12 | 10 | +2  | 10   |                                               |
| 6    | Bahamas United FC   | 7  | 3  | 0  | 4  | 14 | 16 | -2  | 9    |                                               |
| 7    | Breezes FC          | 7  | 1  | 1  | 5  | 17 | 18 | -1  | 4    |                                               |
| 8    | Cavalier FC         | 7  | 0  | 0  | 7  | 5  | 54 | -49 | 0    |                                               |